# Атанас Славов (общественик)
Вижте пояснителната страница за други личности с името Атанас Славов.
Атанас Славов е български политик, кмет на Бургас.

## Биография
Роден е през 1860 г. в мустафапашанското село Черномен, днес Орменио, Гърция. Кмет е на Бургас в периода 31 май 1908 – 4 април 1912 г. По това време негови помощник-кметове са Вълчан Бяндов и Стефан Николов. По време на неговия мандат се изменя част от генералния план на града. Умира през 1924 г. в Бургас.